# Ophoniscus
Ophoniscus is een geslacht van kevers uit de familie van de loopkevers (Carabidae). De wetenschappelijke naam van het geslacht is voor het eerst geldig gepubliceerd in 1892 door Bates.

## Soorten
Het geslacht Ophoniscus omvat de volgende soorten:
- Ophoniscus batesi Kataev, 2005
- Ophoniscus cribrifrons Bates, 1892
- Ophoniscus hypolithoides Bates, 1892
- Ophoniscus insulicola N.Ito, 1994
- Ophoniscus iridulus Bates, 1892
- Ophoniscus lopatini Kataev, 2005